# Premio Nacional de Humor de Chile
El Premio Nacional de Humor Jorge Coke Délano es otorgado por el Instituto de Estudios Humorísticos de la Universidad Diego Portales. Fue creado en 2008 como premio anual otorgado a "una/un comediante quien con su carrera ha aportado al desarrollo de la comedia nacional en Chile".

## Historia
El reconocimiento recibe su nombre en honor al periodista y caricaturista Jorge "Coke" Délano, quien fundó Topaze en 1931, una revista de sátira política autodefenida como el auténtico "barómetro de la política chilena".
El jurado es presidido por el director del Instituto de Estudios Humorísticos, quien también actúa como ministro de fe, y suele reunir a académicos de la Universidad Diego Portales con comediantes destacados del ámbito nacional.
La primera edición se celebró en 2008, donde fueron premiados el comediante Andrés Rillón y el caricaturista Alejandro Montenegro (Rufino).
En 2012 la actriz Delfina Guzmán fue la primera mujer en recibir el Premio Nacional de Humor de Chile.

## Galardonados
| Año  | Imagen      | Ganador(es)         | Descripción                                                                        |
| ---- | ----------- | ------------------- | ---------------------------------------------------------------------------------- |
| 2008 |             | Andrés Rillón       | Integrante de las series televisivas La Manivela y Jappening con Ja.               |
| 2008 |             | Rufino              | Caricaturista de la desaparecida revista Hoy.                                      |
| 2009 |             | Jaime Celedón       | Director teatral del Teatro Ictus e integrante de la serie televisiva La Manivela. |
| 2010 |             | Claudio Bertoni     | Poeta y artista visual.                                                            |
| 2011 |             | Florcita Motuda     | Músico y político.                                                                 |
| 2012 |             | Delfina Guzmán      | Actriz, integrante de la serie televisiva La Manivela y miembro del Teatro Ictus.  |
| 2013 |             | Hervi               | Caricaturista de la desaparecida revista Hoy.                                      |
| 2014 |             | Fernando Alarcón    | Fundador de la serie televisiva Jappening con Ja.                                  |
| 2015 |             | Mauricio Redolés    | Poeta y músico.                                                                    |
| 2016 |             | Coco Legrand        | Humorista y actor.                                                                 |
| 2017 |             | Felipe Avello       | Periodista y comediante.                                                           |
| 2018 |             | Natalia Valdebenito | Comediante en vivo.                                                                |
| 2018 |             | Daniel Vilches      | Actor y comediante.                                                                |
| 2019 |             | Adriano Castillo    | Actor e integrante de la serie televisiva Los Venegas.                             |
| 2020 |             | Pedro Peirano       | Creadores de 31 minutos e integrantes de Plan Z.                                   |
| 2020 | Álvaro Díaz |                     | Creadores de 31 minutos e integrantes de Plan Z.                                   |
| 2021 |             | Gloria Münchmeyer   | Actriz e integrante de series Los Valverde, La Manivela, y Mediomundo.             |
| 2022 |             | Álvaro Salas        | Humorista y presentador de televisión.                                             |
| 2023 |             | Guillo              | Dibujante                                                                          |
| 2024 |             | Catalina Saavedra   | Actriz                                                                             |